# 黒猫の駅長さん
『黒猫の駅長さん』（くろねこのえきちょうさん）は、山口悠による日本の4コマ漫画作品。竹書房の『まんがくらぶ』にて、2013年1月号および5-7月号にゲスト掲載後、同年8月号から2017年4月号まで連載された。
JR野山線の秘境駅・西大川駅には黒猫の駅長さんが住んでいる。そんな地に引っ越してきた少女・佐々木美琴は、家族のことを巡って心に悩みを抱えていた。美琴やその家族と、それを見守る駅長さんとの心の触れ合いを描く。
2019年1月よりイラストエッセイ『黒猫駅長と行く南九州鉄路の旅 ねこ鉄』を月1で南日本新聞に連載していた

## 登場人物
駅長さんや橘さんといった人外キャラクターも登場する。

### 主要人物
主に駅長さんと佐々木美琴の話。
駅長さん
非公式かつ自称に近い形で西大川駅の駅長を務める黒猫。実は尻尾を2本持つ化け猫であり、人間と会話ができる。
普段は無人駅に住み着いた普通の野良猫として振舞っているが、美琴など「普通の人に見えないものが見える」人とは会話をする。口調はやや古風な日本人男性のものに近い。本作は基本的には彼のモノローグで進められる。
目は赤色と青色のオッドアイであり、手（前足）の部分だけは手袋を思わせる白い毛色となっている。
化け猫になってから長い年月が経っており、本人も「名前は忘れた」と語るほど。戦時中には既に化け猫の姿だったという。美琴の曾祖母の多恵とは知り合いであった。彼女の存命中に西大川駅は無人駅となり、営業終了間際に当時の本物の駅長からの口頭での「辞令」により助役から駅長へと昇格した。
西大川駅は長らく利用者が無く、駅長業務も「ごっこ」に近いものと自嘲していたが、美琴が引っ越してくるにあたって、掃除や備品の交換など駅の管理業務に精を出している。年長者として美琴の通学や家族の問題を気にかけており、助言をしたり温かく声をかけることもしばしばで普段は冒頓に語るが、美琴が父や松山に後先構わず怒鳴った際一喝、その後で少しは父の話を聞いてやれと忠告する。
九州の鉄道ダイヤに精通し、なぜか九州どころか遠く離れた北海道の鉄道事情まで知っているらしい。彼が化け猫として日本各地を放浪した経験も素地になっている。
佐々木 美琴
第1話で西大川駅の周辺に引っ越してきた少女。金髪の長髪であり、通学時は制服のセーラー服を着て登場する。
駅長さんの言う「普通の人に見えないものが見える」人物であり、駅長さんが化け猫であることを一目で見抜いた。以来、通学時以外にもしばしば駅を訪れており、駅長さんに自分の悩みを打ち明けている。
通学時は野山線で新水俣駅まで出て、九州新幹線で鹿児島中央駅まで通っている。以前は東京在住だったこともあり、地方の鉄道を利用することには慣れていない様子。電化路線の利用経験しかなく鉄道車両に関する知識もないため、非電化の気動車である野山線を「電車」と呼ぶ。
母は津波に遭っており、以後は行方不明となっている。災害から1年後になって父が死亡届を提出し、松山と再婚することを認められずにいる。このような経緯があり、父や松山との関係は微妙なものとなっている。
乗り物酔いで、自動車系の乗り物が苦手。これは同著『鉄道少女ふたり旅』の霧島月詩も同じである。

### その他
駅長さん、佐々木美琴の関係者など。
橘さん
美琴の家の家事手伝いをしている若い女性。古風なメイドの姿をしており、駅にもその姿で現れる。
駅長さんが人間の言葉を理解することは察知しており、美琴が彼に頼ることを認めている。
家事全般をこなすだけでなく多岐多彩な特技を持つ年齢不詳の美女で、美琴が生まれる前から佐々木家で働いている。　
最終話で正体が狐（妖狐）である事が判明、美琴の実母に恩があるらしい。台風で飛ばされた駅名板を元に戻したこともあり、駅長は彼女の話から亜人であることを見抜いたが、美琴に配慮して彼女と二人だけの秘密にした。
松山 里穂
美琴の父の再婚相手として現れた女性。海外で仕事をする父の通訳兼秘書を務めている。
娘となる美琴のことも優しく気遣っているが、そのことが却って美琴のことを悩ませている一面もある。
佐々木 多恵
美琴の曾祖母。生前は西大川駅周辺の集落に住んでおり、駅長さんとも知り合いであった。美琴の能力は彼女からの隔世遺伝のようである。
西大川駅に掛け時計を寄贈した人物でもあり、その掛け時計を修理に出す間、駅長さんは美琴から目覚まし時計を借りて代用した。
佐々木・父
美琴の父。妻が行方不明になった後、松山の求愛を受けて新妻に迎えようとするが、それが美琴との間に不和を生じたらしい。
恋人である松山と一緒に実家（西大川）へ帰る時に、松山の提案で西大川駅に寄り道して美琴と合流しようとするが、自ら開拓した居場所を荒らされたくないらしく美琴には有難迷惑の様である。
駅長さんとは言葉は通じるわけではないが、誰かに話をきいてもらいたく美琴のことで駅長さんに勝手に相談する事もある。

## 舞台
野山線
九州の山中を走るJRの路線。肥薩おれんじ鉄道（かつての鹿児島本線）の水俣駅から肥薩線の栗野駅までの55.7kmを結ぶ非電化路線で、これは現実に存在したJR山野線（1988年に廃止）と共通する。
駅も現実の山野線とほぼ同じであるが、久木野駅と薩摩布計駅の間の熊本県側に「西大川駅」が存在しており、これが本作の舞台となっている。また、「山野」「西山野」はそれぞれ「野山」「西野山」、「薩摩大口」は「伊佐大口」となっており、東水俣駅は新水俣駅に移転され九州新幹線との接続駅となっている。
普通列車が14往復しており、その多くがワンマン列車。新型気動車による快速列車も1往復運行されているが、西大川駅は通過する。
西大川駅
本作の舞台となる駅。作中の野山線の中では唯一、対応する旧山野線の駅が存在しない。
かつては林業が盛んであり、旅客だけでなく貨物でも賑わっていた。戦時中には米軍機から機銃掃射を受けたこともあるという。
現在は周辺の集落も廃村化し、不要な線路も撤去されている。作中冒頭で「1日平均乗降客1人以下」と述べられており、美琴が久しぶりの定期利用客となった。
駅舎や窓口、改札口など一通りの設備は残っており、現在は駅長さん（黒猫）が単独でこの駅を管理している。

## 書誌情報
- 山口悠 『黒猫の駅長さん』 竹書房〈バンブーコミックス〉、全3巻
  1. 2014年10月14日発売、ISBN 978-4-8019-5003-0
  2. 2016年5月27日発売、ISBN 978-4-8019-5532-5
  3. 2017年5月6日発売、ISBN 978-4-8019-5929-3